# Prisaca, Bacău
Prisaca este un sat în comuna Berești-Tazlău din județul Bacău, Moldova, România.